# Calendari de conservació i eliminació
El calendari de conservació i eliminació és una eina de gestió documental que determina les regles i terminis de conservació de documents i de destrucció quan el termini de conservació s'ha exhaurit. Si no hi ha terminis legals obligatoris, l'arxiver o el bibliotecari fixa els terminis de conservació d'acord amb l'autoritat qualificadora. També determina qui, quan i com hi té accés. El concepte i les regles són els mateixos, que es tracti d'arxius físics o d'arxius electrònics. Els arxius electrònics n'han facilitat la consulta i la conservació, però han augmentat les exigències de control d'accés i de control de la destrucció.
No es poden eliminar documents oficials mentre subsisteixi el seu valor probatori de drets i obligacions de persones físiques o jurídiques o mentre no hagin transcorregut els terminis de conservació que la legislació estableix. En cap cas no es poden eliminar documents declarats bé cultural d’interès nacional ni els inclosos en el Catàleg del Patrimoni Cultural.

## Elaboració
A partir del del quadre de classificació s'estableix el calendari, segons les obligacions legals, si és el cas, o segons els criteris del propietari de l'arxiu com ara el valor cultural o informatiu. Se sol distingir entre l'arxiu de gestió, que conserva els expedients actius, l'arxiu definitiu per als expedients tancats, i, si el document té un valor, l'arxiu històric.
Després de l'avaluació de la documentació, es defineixen els camps que han de figurar al calendari, forma, abreviatures, convencions que s'utilitzaran i els elements complementaris i clarificadors. La Generalitat de Catalunya publica taules d'accés i avaluació documental (TAAD) i la del País Valencià Taules de valoració documental. Aquest calendari és sotmés a revisions periòdiques. No hi ha formulari estandarditzada, però contenen generalment la mena suport documental, la norma oficial si n'hi ha una, la funció administrativa, els drets d'accés, el termini….
Tot el personal implicat ha de conèixer el calendari per saber el temps que ha de tenir la documentació a l'oficina, quan ha de fer les transferències de documentació a l'arxiu i quin serà el destí últim d'aquesta documentació. Normalment el calendari de conservació i d'eliminació té la forma de quadre.
Sovint el calendari de conservació i d'eliminació ésintegrat en el quadre de classificació. A la fi de la vida administrativa d'un document, segons les necessitat, passa a l'arxiu històric o és destruït. La destrucció s'ha de fer segons un procediment formal i de manera professional. Sobretot per documents electrònics, s'ha de garantir que es destruiran les i còpies de seguretat. Si s'encarrega una empresa exterior, fa menester un certificat de destrucció que garantirà la destrucció total i el tractament confidencial dels documents.
El sistema de gestió documental (SGD) ha de garantir que només s'arxiven els documents útils, i ha d'evitar acumular documents que no tenen valor (esborranys, documents de treball, notes…) tot i que s'ha de garantir que són destruïts de manera a protegir el secret i el dret a la vida privada.
Inclús l'eliminació pot comportar dilemes ètics quan es fan prevaldre els criteris econòmics per sobre els tècnics, atès que conservar els documents és costós.